# Julius Wess
Julius Wess, avstrijski fizik, *  5. december 1934, Oberwölz Stadt, Avstrija, † 8. avgust 2007, Hamburg, Nemčija.

## Življenje
Rojen je bil v manjšem mestu na Štajerskem v Avstriji. Doktoriral je na Dunaju, kjer je bil študent avstrijskega teoretičnega fizika Hansa Thirringa (oče Walterja Thirringa). Delal je tudi v ZDA. Pozneje je postal profesor na Tehnološkem inštitutu v Karlruhu. Bil je tudi profesor na Univerzi v Münchnu. Po upokojitvi je delal na pospeševalniku DESY v Hamburgu.

## Delo
Wess je bil soodkritelj Wess-Zuminovega modela in Wess-Zumino-Wittnovega modela, ki se uporabljata na področju supersimetrije.

## Priznanja

### Nagrade
Prejel je medaljo Maxa Plancka, nagrado Gottfrieda Wilhelma Leibniza, Wignerjevo medaljo, Heinemanovo nagrado za matematično fiziko in mnogo častnih doktoratov.